# Fateh Singh di Udaipur e Mewar
Fateh Singh (Shivrati, 16 dicembre 1849 – Udaipur, 24 maggio 1930) fu maharana di Mewar dal 1884 al 1930.

## Biografia
Fateh nacque il 16 dicembre 1849 a Shivrati, figlio del maharaj Dal Singh del ramo Shivrati della dinastia dei Mewar (discendente di Rana Sangram Singh II - 1710-1734). Dapprima egli venne adottato da suo fratello maggiore, Gaj Singh che non aveva eredi, ma successivamente il maharana Sajjan Singh di Udaipur, che anch'egli non aveva eredi, decise di adottarlo, ed egli poté così accedere al trono del Mewar nel 1884. Nel 1887 ricevette il titolo di Gran Commendatore dell'Ordine della Stella d'India dal governo britannico.
Nel 1889, fece costruire la "Connaught Dam" sul Lago Dewali per commemorare la visita del principe Arturo, duca di Connaught e Strathearn, figlio della Regina Vittoria, al punto che il lago venne rinominato Lago Fateh Sagar.

Egli costruì anche il Fateh Prakash Palace nel Forte di Chittorgarh, attualmente ospitante un museo ma che è uno dei migliori esempi di architettura moderna in India.
Lo Shiv Nivas Palace a Udaipur fu costruito sempre per opera sua e venne destinato unicamente ai dignitari in visita ed agli ospiti della casata di Mewar durante il British Raj. Attualmente è invece un hotel di lusso.

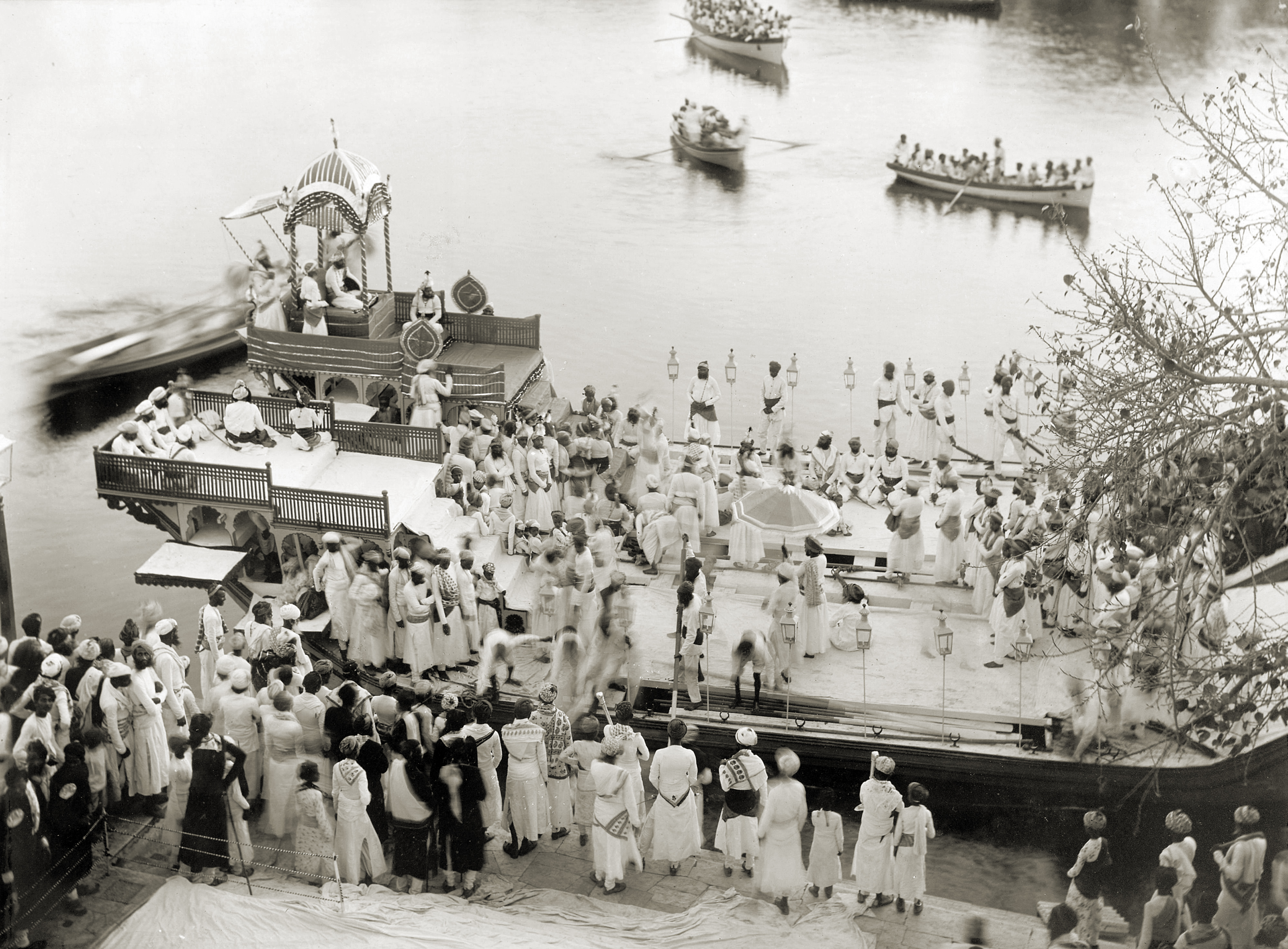
Fateh Singh sulla barca reale attraversa il lago Pichola, Udaipur, primi anni del Novecento

Egli fu l'unico governante indiano a non prendere parte ai Delhi Durbar, nel 1901 e nel 1903. Quando nel 1921, Edoardo, principe di Galles e sua moglie Mary si recarono in visita nell'Udaipur, egli si rifiutò di riceverli, adducendo come scusa un malessere ed inviando al suo posto il figlio. Questo rese i suoi rapporti con gli inglesi particolarmente complessi, al punto che dal 28 luglio 1921 i suoi poteri risultarono così ridotti che egli poteva dirsi sovrano solo nominalmente, coi poteri passati a suo figlio Bhupal Singh.

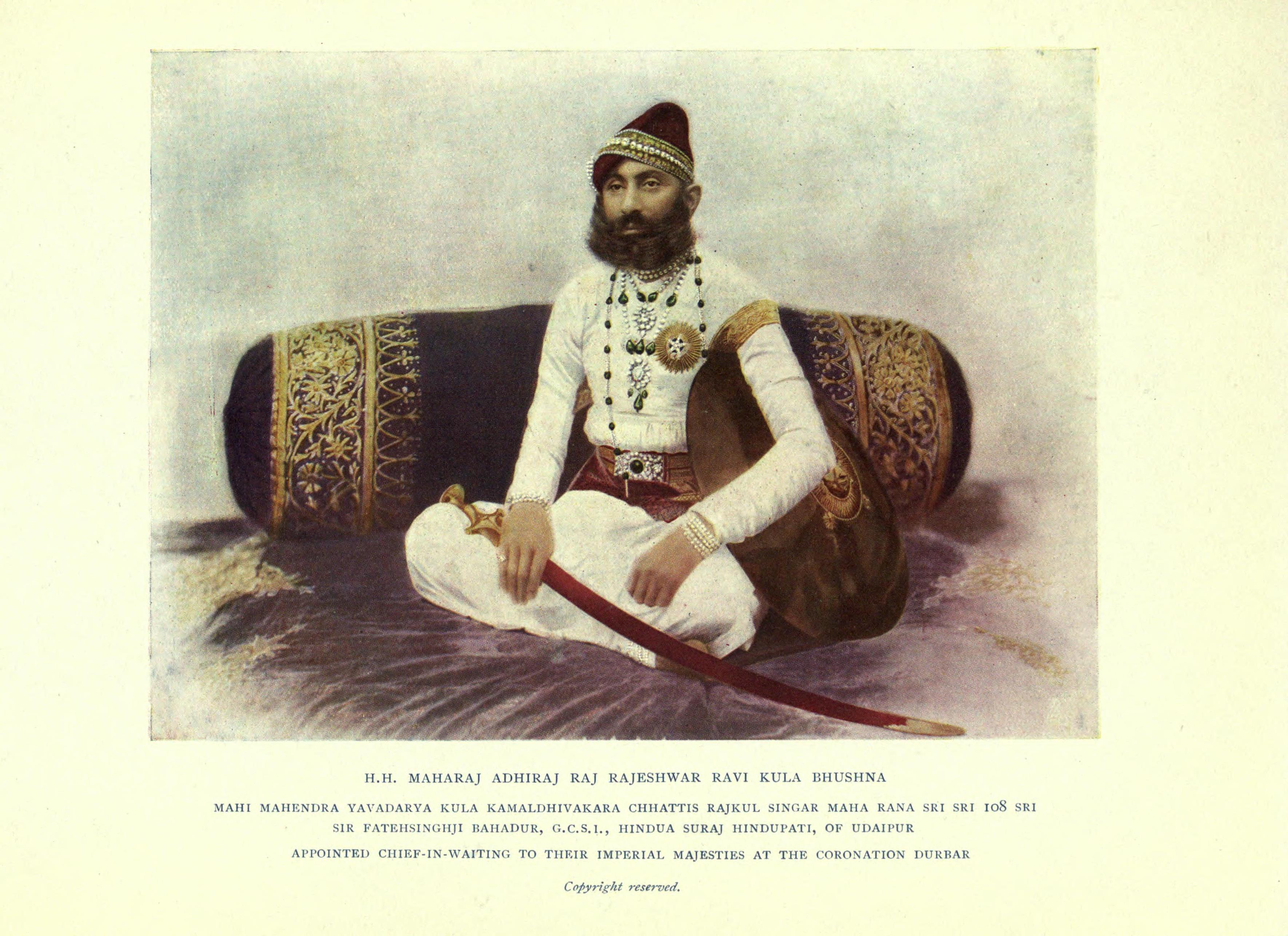
Il maharana Fateh Singh Bahadur

Egli sposò in prime nozze nel 1867, Rani Phool Kumari, figlia del thakur di Khod nel Marwar, che morì nel 1877. Successivamente sposò nel 1878, una figlia del thakur Chanda Kol Singh di Varsoda, dalla quale ebbe il figlio Bhupal Singh, e due figlie, Ankaran Bai che sposò nel 1904 Madan Singh di Kishangarh, e Kishor Kunwar, che sposò nel 1908 Sardar Singh di Jodhpur.
Morì a Udaipur il 24 maggio 1930.